# غوغا (أسطورة)
غوغا (بالإنجليزية: Goga)‏ في أساطير ميلانيزيا غوغا هي إلهة النار كما وأنها تمثل، أيضًا، إلهة المطر.